# جاك داغلس
جون باتريك داغلس (بالإنجليزية: John Patrick Douglass) (من مواليد يوم 30 يونيو 1988) المعروف على الأنترنيت باسم قناته على اليوتيوب جاكسفيلمز هو شخصية على يوتوب، كوميدي، منشط على الأنترنيت، صانع أفلام، وموسيقي. كانت قناته على اليوتوب تتكون من فيديوهات محاكاة ساخرة لبعض الإعلانات التلفزيونية، فيديوهات كوميدية قصيرة، وفيديوهات موسيقية مضحكة (غالبا يؤلفها بنفسه)، وبينما بدأ جمهوره بالنمو أصبح يميل لصناعة مسلسلات كوميدية تدور حول تعليقات ومشاركات المشاهدين. من بينها «جاكاسك» (JackAsk) الذي يجيب فيه عن اسئلة المشاهدين على التويتر وتعليقات فيديوهاته؛ «البارحة سألتكم» (Yesterday I Asked You) (اختصار:YIAY) يسأل فيه مشاهديه سؤالا أو يتحداهم (مثل الرسم أو صناعة رسوم متحركة، برمجة موقع ويب، إلخ.) ويختار أجوبته أو مشاركاته المفضلة في الفيديو الموالي؛ و «يور غرامر ساكس» (Your Grammar Sucks) الذي يسخر فيه من أمثلة على جمل غير صحيحة نحويا أو إملائيا يبعثها له المشاهدون. ظهر «داغلس» أيضا في سلسلة «مايميوزيك» لفاين بروذرز ولعب فيها دور «إنترن 2» الذي سيعرف لاحقا ب«فلوشارت». وساهم أيضا في تسجيل صوت شخصية «جيمي» في سلسلة «16-بيت هاي» لسموش.

## النشأة والتعليم
ولد «داغلس» في كولومبيا بماريلند يوم 30 يونيو 1988 وهو أساسا من أصل إيرلندي، ولديه أختان كبيرتان. ارتاد «داغلس» المدرسة الابتدائية والإعدادية في ماريلند. بدأ حبه للموسيقى يظهر أثناء دراسته بالمدرسة الثانوية، فشرع بالعزف على آلة الهورن إضافة إلى البيانو. في شهر ماي 2006 أثناء سنته الأخيرة من التعليم الثانوي قام بإنجاز واجب مدرسي يتطلب منه تصوير فيديو يتحدث فيه عن الكتب التي قرأها تلك السنة، لكنه سجل سلسلة من الفيديوهات القصيرة الكوميدية تسخر من بعض الكتب مثل «بيولف» و «أول ذا كينغز مين». وبعد تصويرها قرر أنه يريد صناعة أفلام على مدى أبعد، فبدأ في الشهر اللاحق باستعمال «يوتوب» لرفع الفيديوهات.
بعد تخرجه من ثانوية «أثولتون» التحق داغلس بالجامعة الأمريكية، فتخصص بصناعة الأفلام واختار الموسيقى كتخصص ثانوي.

## مسار يوتوب

### جاكسفيلمز
بدا داغلس قناته الأساسية على يوتوب جاكسفيلمز (Jacksfilms) يوم 26 يونيو 2006. كان أول فيديو له إشهارا لأداة خيالية هي «القلم المفيد» (Handy pen) والذي يظهر فيه مع أفراد عائلته. رفع يوم 22 يناير 2009 فيديو «غطاء و.ت.ف» (WTF Blanket) وسخر من خلاله من منتوج الغطاء بالأكمام، وأصبح هذا الفيديو أشهر فيديو على قناته. كانت معظم فيديوهات داغلس فيديوهات ساخرة لإشهارات ومنتجات لشركة آبل.
في 1 يوليوز 2012 بلغت قناة جاكسفيلمز عددا إجماليا للمشاهدات يصل إلى 100 مليون مشاهدة. في 16 دجنبر من نفس السنة أصدر ذا فاين برادرز فيديو بعنوان «ردة فعل المراهقين لجاكسفيلمز»، شهد داغلس ارتفاعا سريعا في عدد المشتركين بقناته بعد صدور الفيديو، ليحقق 100000 مشتركا في الأسبوع الموالي. بلغت قناة جاكسفيلمز مليون مشتركا يوم 27 يونيو 2013.
سنة 2014 تم تصنيف جاكسفيلمز من بين أفضل 100 قناة لمجلة نيو ميديا روكستارز محققا الرتبة 54. يوم 20 نونبر 2015 حقق داغلس مليوني مشترك، وذلك في نفس يوم صدور الحلقة 100 من سلسلة «يور غرامر ساكز».
ظهر داغلس في النسختين 2016 و 2017 من يوتوب ريوايند. احتفل داغلس يوم 29 يونيو 2017 بعيد ميلاده الحادي عشر على يوتوب عن طريق فيديو تجميعي طوله 16 دقيقة لجميع فيديوهات الساخرة، فيديوهاته الموسيقية، وفيديوهاته الكوميدية القصيرة. في 27 يوليوز 2017 وقبل صدور فيديو مراجعته «لفيلم الإيموجي» بيوم، بلغ 3 ملايين اشتراكا. ويوم 1 أبريل 2018 بلغ 4 ملايين اشتراكا.
يوم 15 أبريل 2018 ربح داغلس جائزة شورتي ليوتوبر سنة 2018.

#### يور غرامر ساكس
أشهر سلسلة لداغلس هي يور غرامر ساكس (YGS). بدأت في يونيو سنة 2011 عندما اقترح أحد متابعيه أن يسجل فيديو «يسخر فيه من تعليقات يوتوب»، لكنه يقول أن الفكرة ظهرت في «ليلة أحد كان يحتاج فيها فيديو للإثنين». تحدثت جريدة هافينغتون بوست عن السلسلة. والتي يسخر فيها من تعليقات خاطئة نحويا، إملائيا، أو من ناحية علامات الترقيم أرسلها له متابعوه. وسنة 2014 ارتفع تردد رفع الفيديوهات لداغلس. في الحلقات الموسيقية من يور غرامر ساكس يختار داغلس تعليقات قصيرة لها قافية مع تعليقات أخرى، أو تعليقات طويلة يغنيها بأسلوب الراب. بدأ داغلس بجمع التعليقات للحلقة المائة سنة 2013، بدأ بالعمل على أغانيها في فبراير، وشرع في تسجيلها في يوليوز من نفس السنة. كان ينوي في البداية أن يرفع الحلقة في أواخر 2014، لكنه رفعها في 20 نونبر 2015 كفيديو مدته ساعة شارك فيه 50 صانع فيديوهات يوتوب آخرون. يظهر في الحلقة أكثر من 60 فيديو كوميدي قصير، 7 أغان، و 5 رسوم متحركة. وصفها داغلس بأنها «خليط كبير» من الفيديوهات الساخرة، الفيديوهات الموسيقية، والفيديوهات الكوميدية القصيرة.
السلسلة هي أيضا أصل مصطلح "biches" الذي يدعو به داغلس متابعيه، وهي كتابة خاطئة لكلمة "bitches" التي ظهرت أول مرة في الحلقة الأولى من «يور غرامر ساكس».

#### جاكاسكوالبارحة سألتكم
يوم 8 يناير 2014 بدأ داغلس سلسلة جديدة باسم جاكاسك (JackAsk) يجيب فيها على أسئلة المشاهدين بطريقة ساخرة. شعار السلسلة واسمها مستوحيان من المسلسل الأمريكي جاكاس (Jackass). بلغ عدد حلقات السلسلة 86 حلقة في يوليوز سنة 2018.
في فبراير 2015 بدأ داغلس سلسلة يومية على قناته الثانوية جاكيزانرد (jackisanerd) تحت اسم سألتكم البارحة (Yesterday I Asked You أو باختصار YIAY) وفيها يسأل المشاهدين سؤالا ويقرأ في الفيديو أجوبته المفضلة. بعد 15 يوما من رفع فيديوهات سألتكم البارحة على قناته الثانية نقلها إلى صفحته الأساسية جاكسفيلمز واستمر برفع حلقات السلسلة عليها. في مارس 2018 فاق عدد حلقات السلسلة 400 حلقة.
كيف نصلح يوتوب؟ من بين الأمثلة على حلقات سألتكم البارحة.
يوم 21 غشت 2017 أصدر داغلس «أغنية مجاملات» كالحلقة 351 من سألتكم البارحة كرد على أغاني عدم الإحترام.

#### فيديوهات ساخرة، موسيقية، وكوميدية قصيرة
في 21 مارس 2016 رفع داغلس فيديو متعلق بهاتف آي فون إس إي يسخر فيه من حجم شاشته الصغير. في مارس سنة 2017 رفع داغلس فيديو تحت عنوان «أول نظرة لهاتف غلاكسي إس 8 (فيديو ساخر)» حصل على أكثر من مليون مشاهدة. في شتنبر سجل داغلس فيديو ساخر عن آي فون X فاق عدد مشاهداته 3 ملايين مشاهدة (ذكر فيه نكتا مثل: "تقنية تعريف الوجه ترسل آلاف الليزرات عبر مسامك. ثم تمتص روحك، مثل الديمنتور"). لمح داغلس لمسلسل صراع العروش عدة مرات في فيديوهاته.
يوم 24 أكتوبر 2016 سجل داغلس فيديو شاع بسرعة يسخر فيه من المسرحة الموسيقية هاميلتون يتقمص دور «شخص يرتدي زي ألكساندر هاميلتون، لم يشاهد المسرحية، ويظن أنه يعرف أحد أغانيها لكنه لا يعلم أي أغنية، لكنه يستمر بمحاولة غنائها». يوم 1 ماي 2017 رفع داغلس فيديو تحت عنوان «اعتذاري» يسخر فيه من قناة «دادي أو فايف». سخر داغلس من شخصيات يوتوب أخرى، ومن بينها «ليفي إز هير» و «مايكل ستيفنز».
يوم 30 يناير 2017 ذكر داغلس فيلم «ذي إيموجي موفي» لأول مرة في فيديو «كيف نصلح يوتوب؟ (YIAY #309)». ذكر الفيلم عدة مرات أخرى خلال سنة 2017، سجل فيديو ساخر مستوحى من العرض الترويجي للفيلم، وشرع في بيع بضائع تحمل تاريخ صدور الفيلم (28 يوليوز). حققت فيديوهاته «تحليل العرض الترويجي لفلم ذي إيموجي موفي لقطة بلقطة»، «ذي إيموجي موفي - عرض ترويجي #2»، و «العد التنازلي لفيلم ذي إيموجي موفي أثناء تدوير 15 فدجيت سبينر وأداء حركة داب كل 60 ثانية» أكثر من 5 ملايين مشاهدة في المجموع في حدود نونبر 2017. يوم 20 يوليوز توصل داغلس بصندوق من الفريق التسويقي لاستوديوهات سوني بيكتشرز أنيميشن، وشكروه على كونه «المشجع الأول لفيلم ذي إيموجي موفي» ودعوه للعرض الأول عالميا في 23 يوليوز، وأرسلوا له بضائع متعلقة بالإيموجي مثل الفدجيت سبينرز، أقنعة لأوجه شخصيات الفيلم، ودمية محشوة لأحد شخصيات الفيلم. حصل الفيديو الذي يفتح فيه داغلس الصندوق ويتحدث فيه عن دعوته على أكثر من مليوني مشاهدة. يوم 28 يوليوز رفع داغلس مراجعة للفيلم، يلمح فيه عن الكمية الكبيرة من الإعلانات في الفيلم ولكن يتظاهر وكأنه استمتع بمشاهدة الفيلم، وحقق الفيديو أكثر من 6 ملايين مشاهدة.

#### سألتكم البارحة مباشرة
في أواخر يوليوز سنة 2018 أعلن جاك أنه سيأخد استراحة ليعمل على «مشروع كبير»، وفي 3 غشت 2018 قام ببث مباشر على «تويتش» تحت عنوان «أعمل على المشروع الكبير». وكشف لاحقا أنه كان يحضر لسلسلة مسابقات مباشرة على «تويتش» تحت اسم «سألتكم البارحة مباشرة» (YIAY Live). يتكون العرض من خمس جولات مختلفة، بحيث تتنوع أنماط الجولات الأربع الأولى مثل «الأزهار حمراء»، «أليكساندر هاملتون»، «كيب إيت كلين»، «فقط في أربع كلمات»، «أنشئ هايكو»، «أأنت مضحك أكثر من يوتوبر؟»، وفقرات أخرى. بعد أن يسأل السؤال يكتب المشاهدون أجوبتهم في حقل الدردشة، وبعد اختيار جاك لخمسة أجوبة يصوت المشاهدون لجوابهم المفضل، ويتمكن الشخص الحاصل على أكثر عدد من الأصوات من المشاركة في الجولة الأخيرة. يستطيع الفائزون في الجولات الأربع الأولى فقط الإجابة على سؤال الجولة الأخيرة لكن يمكن للمشاهدين التصويت على جوابهم المفضل.
بعد تصويت المشاهدين يعتبر الفائز في الجولة الخامسة الفائز النهائي بالحلقة، ويحصل الفائز على بضائع جاكسفيلمز مجانية. ترفع فيديوهات البث على قناته الثانية «جاكيزانرد» وترفع اللحظات المميزة من الفيديوهات على قناته الرئيسية.

### قنوات ومحتوى إضافي
يمتلك داغلس ثلاث قنوات أخرى هي جاكيزانرد (jackisanerd)، فيتشردفرايديز (featuredfridays)، شاتابدينيس (SHUTUPDENNIS). يستعمل قناته الثانوية جاكيزانرد عموما للتدوين المرئي، وقد حققت أكثر من 51 مليون مشاهدة وفاقت 562 ألف مشتركا في حدود 4 شتنبر 2018. إجمالا رفع جاك أكثر من 1000 فيديو على قنواته الأربعة حسب إحصاء فبراير سنة 2017. كانت فيتشردفرايديز في الأصل سلسلة على قنات داغلس الأساسية قبل أن تكون لها قناتها الخاصة لمدة قصيرة، منذ 11 مارس 2011 والقناة غير نشيطة. وهذا أيضا حال قناة شاتابدينيس.
في 20 نونبر 2015 بدأ داغلس سلسلة جديدة على قناة «ريغال سينيما» (Regal Cinemas) تحت عنوان «جاك تولكز تريلرز» (Jack Talks Trailers)، ويعطي فيها مراجعة قصيرة للعروض الترويجية التي صدرت في الأسبوع السابق. في نهاية كل حلقة يقرأ داغلس آراء بعض الناس في عرض معين ظهر في الفيديو.

### أعمال تعاونية

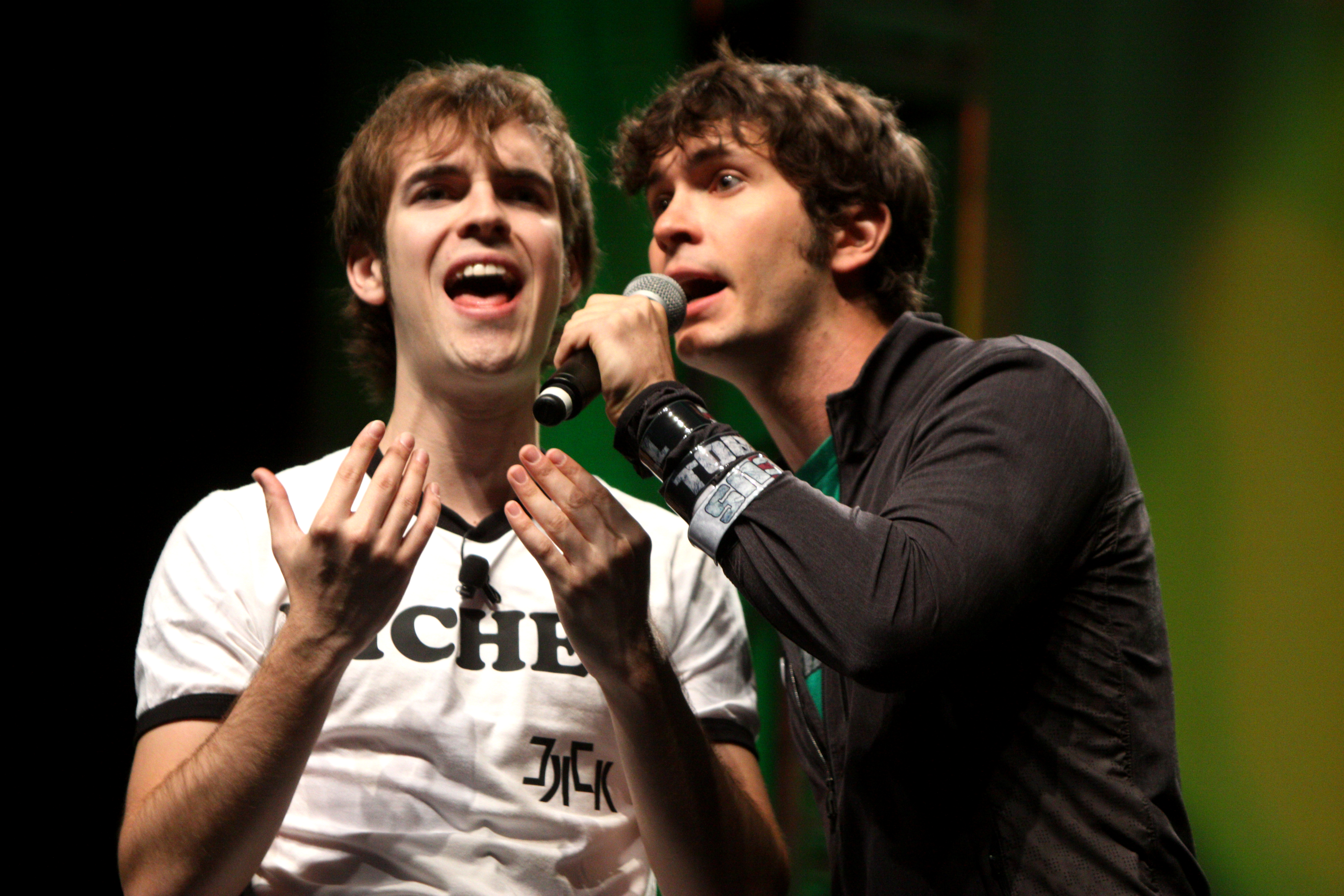
داغلس يؤدي مع توبي ترنر في فيدكون سنة 2012

بعد انتقال داغلس من ماريلاند للعيش بلوس أنجلوس أصبح بإمكانه التعاون مع مستخدمي يوتوب آخرين وتوسيع جمهوره. أدى نجاح عمله التعاوني مع توبي ترنر و شون كليتزنر إلى تسمية الثلاثي «فرقة السوالف». كما سجل فيديوهات أخرى مع صانعة فيديوهات اليوتوب أولغا كارافايفا المعروفة بأولغا كي. كما تعاون مع آخرين مثل شين داوسن، فينسنت سير، أونيسيون، و ستيفان لي. شارك داغلس في رسوم متحركة لتوماس ريدجيويل كصوت ضيف الحلقة. يوم 26 شتنبر 2011 رفع داغلس فيديو «اخلع ملابسك (مثل سكارليت جوهانسون)». يوم 23 يوليوز 2012 رفع فيديو «أغنية ري ويليام جونسون»، والذي ظهر فيه عشر نجوم يوتوب آخرون ومن بينهم أولغا كي، فيليكس جيلبرغ، و ستيف كاردينال. يوم 23 شتنبر 2012 رفع الحلقة الأربعين من سلسلة يور غرامر ساكس والتي ظهرت فيها عدة شخصيات يوتوب مثل فاين بروذرز و بروك بيكر.

### أحداث
في يونيو سنة 2011 زار داغلس معرض الترفيه الإلكتروني لسنة 2011 (E3 2011) ليساعد توبي ترنر بتسجيل بعض المقاطع من أجل صنع فيديو. سنة 2012 زار داغلس معرض الترفيه الإلكتروني ثانية، هذه المرة لترويج موقع GREE. ولاحقا في نفس الشهر أدى داغلس نسخة مباشرة من سلسلة يور غرامر ساكس في ملتقى فيدكون، كما أدى مع توبي ترنر و شون كليتزنر نسخة مباشرة من «أغنية السوالف» في نفس الملتقى. ظهر داغلس في فيديو يوتوب ريوايند 2016 و يوتوب ريوايند 2017.

### خارج جاكسفيلمز
داغلس معروف أيضا بلعبه دور «إنترن 2» في سلسلة «مايميوزيك» (MyMusic) المنتهية، والتي كان يمولها موقع يوتوب. في 4 شتنبر 2018 يفوق عدد المشتركين بقناة «مايميوزيك» 430 ألف مشتركا ويفوق عدد مشاهداتها 48,2 مليون مشاهدة.
سنة 2014 شرع داغلس في أداء صوت الشخصية الرئيسية «جيمي» بسلسلة الرسوم المتحركة «16-بيت هاي» (16-Bit High) التي انشأتها قناة «سموش غيمز». في أكتوبر سنة 2015 أدى داغلس دور «بيبن» في فيلم «بوب رعد: قاتل الأنترنيت» (Bob Thunder: Internet Assassin).

## الحياة الشخصية
يوم 1 يونيو 2017 ارتبط «داغلس» بشريكته «إرين إليزابيث بريسلين»، وسرت مراسم الزواج يوم 21 أبريل 2018. يمتلك «داغلس» كلبي اسكيمو أمريكيين اسمهما «كلوندايك» و «ساندي».

## جوائز
| السنة | المنظم       | الجائزة      | النتيجة | مراجع  |
| ----- | ------------ | ------------ | ------- | ------ |
| 2018  | شورتي أووردز | يوتوبر السنة | فوز     | [ 21 ] |

## وصلات خارجية
- جاك داغلس على موقع IMDb (الإنجليزية)
- جاك داغلس على موقع ميوزك برينز (الإنجليزية)
- جاك داغلس على موقع قاعدة بيانات الفيلم (الإنجليزية)
- قناة جاكسفيلمز على يوتوب
- قناة اكيزانرد على يوتوب
- سلسلة البث المباشر GET JACK'D لجاك داغلس على موقع فوكل
- موسيقى داغلس على آي تيونز

## الملاحظات والمراجع
الملاحظات
1. ↑  الديمنتور كائنات خيالية في عالم هاري بوتر لا تملك روحا وبالتالي تمتص روح ضحاياها.

المراجع
1. ↑  Internet Movie Database (بالإنجليزية), QID:Q37312
2. ↑  Jack Douglass، The CLICKBAIT Game (YIAY #304)، مؤرشف من الأصل في 2019-04-25، اطلع عليه بتاريخ 2017-01-13
3. ↑  jacksfilms (1 مايو 2017). "My Apology". يوتيوب. مؤرشف من الأصل في 2019-04-16. اطلع عليه بتاريخ 2017-07-19.
4. ↑  Jack Douglass، Draw My Life، مؤرشف من الأصل في 2019-10-07، اطلع عليه بتاريخ 2015-12-10
5. 1 2  "Cashing in big on viral videos". The Washington Times. 11 نوفمبر 2009. مؤرشف من الأصل في 2019-04-15. اطلع عليه بتاريخ 2012-05-31.
6. ↑  Ben Popken (31 يناير 2009). "You Say Snuggie, I Say WTF Blanket". The Consumerist. مؤرشف من الأصل في 2018-07-10. اطلع عليه بتاريخ 2012-06-29.
7. ↑  "The WTF Blanket". CollegeHumor. 26 يناير 2009. مؤرشف من الأصل في 2011-06-07. اطلع عليه بتاريخ 2012-05-24.
8. ↑  Tim Nudd (12 فبراير 2009). "Be an utter tool, order the WTF Blanket now". Adweek. مؤرشف من الأصل في 2018-12-19. اطلع عليه بتاريخ 2012-05-24.
9. ↑  Brookes May (25 أكتوبر 2009). "Student strikes YouTube gold". The Eagle. مؤرشف من الأصل في 2012-11-16. اطلع عليه بتاريخ 2012-05-24.
10. ↑  Lukas Kaiser. "The Commercial Parodies of Jacks Films". About Web Humor. مؤرشف من الأصل في يناير 17, 2012. اطلع عليه بتاريخ مايو 24, 2012.
11. ↑  Joe Miragliotta (5 أكتوبر 2011). "THE NEW IPHONE 4S (PARODY) BY JACKSFILMS". Joe's Daily. مؤرشف من الأصل في 2012-06-12. اطلع عليه بتاريخ 2012-05-24.
12. ↑  "The Magical iPad(parody)". MMGN Apple. 13 سبتمبر 2010. مؤرشف من الأصل في 2010-09-18. اطلع عليه بتاريخ 2012-05-24.
13. ↑  "TEENS REACT TO JACKSFILMS". TheFineBros. YouTube. 16 ديسمبر 2012. مؤرشف من الأصل في 2019-04-25. اطلع عليه بتاريخ 2013-12-11.
14. 1 2  Sam Gutelle (18 يوليو 2013). "YouTube Millionaires: Jacksfilms Now Has Over One Million 'Biches'". Tubefilter. مؤرشف من الأصل في 2019-04-15. اطلع عليه بتاريخ 2013-08-25. {{استشهاد ويب}}: استعمال الخط المائل أو الغليظ غير مسموح: |ناشر= (مساعدة)
15. ↑  Jack Douglass (27 يونيو 2013). "1 MILLION SUBSCRIBERS!!!". مؤرشف من الأصل في 2019-05-24. اطلع عليه بتاريخ 2013-08-25.
16. ↑  "The NMR Top 100 YouTube Channels: 75-51!". New Media Rockstars. مؤرشف من الأصل في 2019-04-15. اطلع عليه بتاريخ 2015-01-06.
17. ↑  YouTube Spotlight (6 ديسمبر 2017)، YouTube Rewind: The Shape of 2017 | #YouTubeRewind، مؤرشف من الأصل في 2019-12-07، اطلع عليه بتاريخ 2017-12-08
18. 1 2  Douglass، Jake (14 ديسمبر 2016). "TOO HOT for YOUTUBE REWIND? (JackAsk #74)". YouTube. مؤرشف من الأصل في 2019-04-18. اطلع عليه بتاريخ 2017-09-17.
19. ↑  Douglass، Jack (29 يونيو 2017). "11 Years on YouTube". YouTube. مؤرشف من الأصل في 2019-04-25. اطلع عليه بتاريخ 2017-10-03.
20. ↑  "jacksfilms Monthly YouTube Statistics - Socialblade.com". socialblade.com. مؤرشف من الأصل في 2019-04-15. اطلع عليه بتاريخ 2017-12-08.
21. 1 2  "YouTuber of the Year". جائزة شورتي. مؤرشف من الأصل في 2018-04-16. اطلع عليه بتاريخ 2018-04-16.
22. ↑  Douglass, Jack. "I'm Jack Douglass of the YouTube channel Jacksfilms. After 9 years, I'm about to release my biggest video yet, AMA! • r/IAmA". Reddit (بالإنجليزية). Archived from the original on 2019-05-07. Retrieved 2017-09-17. YGS was born out of necessity - it was Sunday night, and I needed a video for Monday.
23. ↑  "'Your Grammar Sucks': Jack Reads YouTube Comments (VIDEO)". Huffington Post. 11 يوليو 2011. مؤرشف من الأصل في 2016-03-07. اطلع عليه بتاريخ 2012-05-24.
24. ↑  Julie Gerstein (28 يناير 2013). "Be My Boyfriend: JacksFilms Dude Is The Ultimate Grammarian". The Frisky. مؤرشف من الأصل في 2017-09-17. اطلع عليه بتاريخ 2013-02-03.
25. ↑  Hank Moody (12 يناير 2012). "YOUR GRAMMAR SUCKS!". News Flask. مؤرشف من الأصل في 2013-09-29. اطلع عليه بتاريخ 2012-05-24.
26. 1 2 3 4  Douglass, Jack. "I'm Jack Douglass of the YouTube channel Jacksfilms. After 9 years, I'm about to release my biggest video yet, AMA! • r/IAmA". Reddit (بالإنجليزية). Archived from the original on 2019-05-07. Retrieved 2017-09-17.
27. 1 2  YGS #100. jacksfilms. YouTube. 20 نوفمبر 2015. مؤرشف من الأصل في 2019-12-27. اطلع عليه بتاريخ 2015-12-10.
28. ↑  Douglass، Jack (30 يناير 2017). "How do we fix YouTube? (YIAY #309)". YouTube. مؤرشف من الأصل في 2019-04-16. اطلع عليه بتاريخ 2017-09-17.
29. ↑  "JacksFilms And His Fans Have Finally Figured Out How To Fix YouTube". We The Unicorns. 31 يناير 2017. مؤرشف من الأصل في 2019-04-15. اطلع عليه بتاريخ 2017-09-17.
30. ↑  Douglass، Jack (21 أغسطس 2017). "COMPLIMENT TRACK 2017 (YIAY #351)". YouTube. مؤرشف من الأصل في 2019-04-22. اطلع عليه بتاريخ 2017-09-17.
31. ↑  "iPhone SE parody commercial says what everyone's thinking". CNET (بالإنجليزية). Archived from the original on 2018-07-09. Retrieved 2017-09-17.
32. ↑  Douglass، Jack (21 مارس 2016). "iPhone SE (parody)". YouTube. مؤرشف من الأصل في 2019-04-22.
33. 1 2  "Samsung Galaxy S8 video trending on YouTube isn't flattering". CNET (بالإنجليزية). Archived from the original on 2018-07-09. Retrieved 2017-09-17.
34. ↑  Douglass، Jack (29 مارس 2017). "Galaxy S8 first look (parody)". YouTube. مؤرشف من الأصل في 2019-04-18. اطلع عليه بتاريخ 2017-09-17.
35. ↑  "It's What Steve Jobs Would've Wanted". Kotaku Australia (بالإنجليزية). 14 Sep 2017. Archived from the original on 2019-04-15. Retrieved 2017-09-17.
36. ↑  Douglass، Jack (12 سبتمبر 2017). "iPhone X (parody)". YouTube. مؤرشف من الأصل في 2019-04-25. اطلع عليه بتاريخ 2017-09-17.
37. 1 2  "Apple iPhone X parody video snarks at '$1,000 emoji machine'". CNET (بالإنجليزية). Archived from the original on 2018-07-09. Retrieved 2017-09-17.
38. ↑  Douglass، Jack (24 أكتوبر 2016). "ALEXANDER HAMILTON". YouTube. مؤرشف من الأصل في 2019-04-22. اطلع عليه بتاريخ 2017-09-17.
39. ↑  "This Halloween Costume Will Make "Hamilton" Fans Cringe". We The Unicorns. 25 أكتوبر 2016. مؤرشف من الأصل في 2019-04-15. اطلع عليه بتاريخ 2017-09-17.
40. ↑  Douglass، Jack (1 مايو 2017). "My Apology". YouTube. مؤرشف من الأصل في 2019-04-16. اطلع عليه بتاريخ 2017-11-29.
41. ↑  Douglass، Jack (2 مايو 2016). "Every Leafyishere video ever". YouTube. مؤرشف من الأصل في 2019-04-22. اطلع عليه بتاريخ 2017-11-29.
42. ↑  Douglass، Jack (20 يناير 2014). "VSAUCE PARODY". YouTube. مؤرشف من الأصل في 2019-04-16. اطلع عليه بتاريخ 2017-11-29.
43. ↑  jacksfilms (30 يناير 2017). "How do we fix YouTube? (YIAY #309)". YouTube. مؤرشف من الأصل في 2019-04-16. اطلع عليه بتاريخ 2017-08-01.
44. ↑  "THE EMOJI MOVIE - Trailer #2". jacksfilms. YouTube. 27 أبريل 2017. مؤرشف من الأصل في 2019-04-18. اطلع عليه بتاريخ 2017-07-15.
45. ↑  "JULY 28 - UNISEX T-SHIRT". jacksfilms. Crowdmade. أبريل 27, 2017. مؤرشف من الأصل في يوليو 28, 2017. اطلع عليه بتاريخ يوليو 15, 2017.
46. ↑  Dryden، Liam (21 يوليو 2017). "JacksFilms Got The Best Response After Trolling The Sh*t Out Of 'The Emoji Movie'". We the Unicorns. مؤرشف من الأصل في 2019-04-15. اطلع عليه بتاريخ 2017-07-22.
47. ↑  "I got invited to the world premiere of The Emoji Movie". jacksfilms. YouTube. 21 يوليو 2017. مؤرشف من الأصل في 2019-04-16. اطلع عليه بتاريخ 2017-07-15.
48. ↑  jacksfilms (28 يوليو 2017). "THE EMOJI MOVIE REVIEW". YouTube. مؤرشف من الأصل في 2019-05-23. اطلع عليه بتاريخ 2017-07-28.
49. ↑  Twitch نسخة محفوظة 05 أغسطس 2018 على موقع واي باك مشين.
50. ↑  "jackisanerd". YouTube. مؤرشف من الأصل في 2019-04-22.
51. ↑  "SHUTUPDENNISs - YouTube". YouTube. مؤرشف من الأصل في 2019-04-16. اطلع عليه بتاريخ 2015-12-10.
52. ↑  Regal Cinemas (20 نوفمبر 2015)، Jack Talks Trailers: Episode 1: Finding Dory & Warcraft - Regal Cinemas [HD]، مؤرشف من الأصل في 2019-04-22، اطلع عليه بتاريخ 2016-05-13
53. ↑  jacksfilms (21 نوفمبر 2015)، NEW SERIES!، مؤرشف من الأصل في 2019-04-16، اطلع عليه بتاريخ 2016-05-13
54. ↑  Douglass، Jack (14 فبراير 2012). "THE VALENTINES DAY SONG". YouTube. مؤرشف من الأصل في 2019-04-16. اطلع عليه بتاريخ 2017-09-17.
55. ↑  Joe Miragliotta (26 سبتمبر 2011). "TAKE OFF YOUR CLOTHES (LIKE SCARLETT JOHANSSON)". Joe's Daily. مؤرشف من الأصل في 2011-10-01. اطلع عليه بتاريخ 2012-06-29.
56. ↑  VidCon 2012 "Sideburns" Live Performance، مؤرشف من الأصل في 2019-04-25، اطلع عليه بتاريخ 2015-12-16
57. ↑  Amanda Walgrove (6 سبتمبر 2013). "Jack Douglass And Adam Busch On "MyMusic" Season 2 And Making YouTube Magic with the Fine Bros". What's Trending?. مؤرشف من الأصل في 2013-10-04. اطلع عليه بتاريخ 2013-10-01. {{استشهاد ويب}}: استعمال الخط المائل أو الغليظ غير مسموح: |ناشر= (مساعدة)
58. ↑  Connor Livingston (29 أكتوبر 2011). "YouTube expands its exclusive-content drive with 100 new video channels". Techi. مؤرشف من الأصل في 2016-03-22. اطلع عليه بتاريخ 2013-06-09. {{استشهاد ويب}}: استعمال الخط المائل أو الغليظ غير مسموح: |ناشر= (مساعدة)
59. ↑  Jarvey، Natalie (7 مارس 2014). "SXSW Exclusive: Smosh Games Launches Two New YouTube Series (Video)". Hollywood Reporter. مؤرشف من الأصل في 2019-04-15. اطلع عليه بتاريخ 2014-04-07. {{استشهاد ويب}}: استعمال الخط المائل أو الغليظ غير مسموح: |ناشر= (مساعدة)
60. ↑  "Influencer Comedy Film "Bob Thunder: Internet Assassin" Trailer Debuts". Reuters. 25 سبتمبر 2015. مؤرشف من الأصل في 2016-04-26. اطلع عليه بتاريخ 2016-04-16. {{استشهاد ويب}}: استعمال الخط المائل أو الغليظ غير مسموح: |ناشر= (مساعدة)
61. ↑  Rodriguez، Karla (6 يناير 2017). "YouTube Star Jack Douglass Is Engaged to Longtime Girlfriend Erin Elizabeth Breslin". J-14. مؤرشف من الأصل في 2018-07-02.
62. ↑  "Jacksfilms on Twitter". Twitter. مؤرشف من الأصل في 2017-01-20. اطلع عليه بتاريخ 2017-08-02.
63. ↑  "Instagram post by E.E. 🍀 • Jan 27, 2018 at 4:20am UTC". Instagram (بالإنجليزية). Archived from the original on 2019-05-12. Retrieved 2018-02-05.
64. ↑  jacksfilms (22 مايو 2017)، Wedding Hashtags (YIAY #330)، مؤرشف من الأصل في 2019-04-16، اطلع عليه بتاريخ 2017-12-08